# Robert Nobel

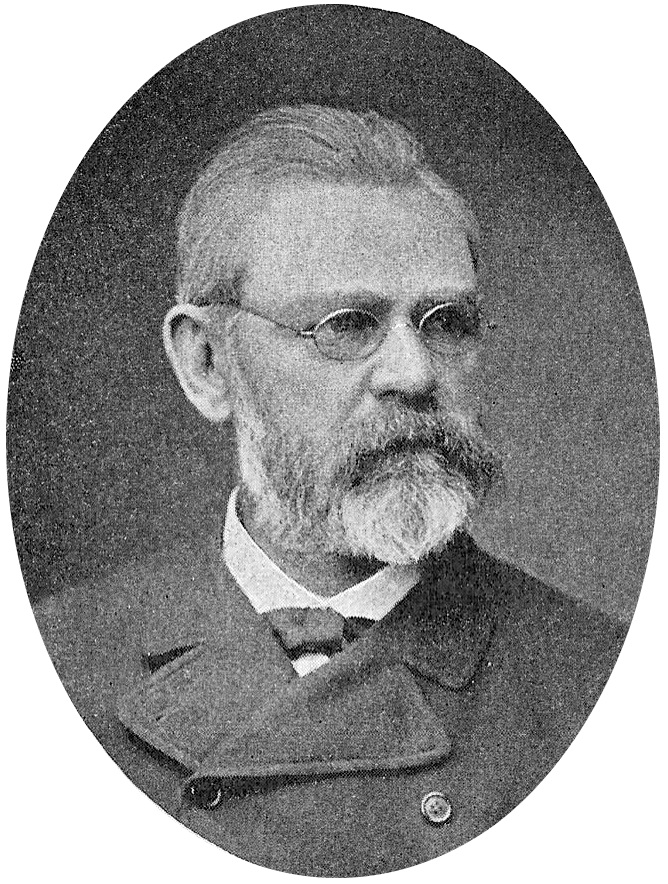
Robert Nobel (1829–1896)

Robert Hjalmar Nobel (* 14. August 1829 in Stockholm; † 7. August 1896 in Getå/Östergötland) war ein schwedischer Industrieller, Ölmagnat und Bruder von Alfred Nobel.

## Leben
Robert Nobel verbrachte zunächst zwei Jahre auf See, bevor er in der Werkzeugfabrik seines Vaters Immanuel Nobel in Sankt Petersburg, Nobel & Söner, angestellt wurde und Chemie studierte. In den 1860er Jahren gründete Robert Nobel bei Helsinki eine eigene Fabrik zur Herstellung von Nitroglycerin.
1861 heiratete er Paulina Sofia Carolina Lenngrén, die ihm die Töchter Ingeborg Sofia und Tyra sowie die Söhne Hjalmar Imanuel und Ludvig Imanuel schenkte.
1871 kehrte er nach Sankt Petersburg zurück und arbeitete erfolgreich in der Fabrik seines Bruders Ludvig Nobel mit, u. a. bei der Waffenproduktion und dem Verkauf ziviler Maschinen.

## Ölgeschäft
Auf Bitten seines Bruders Ludvig ging er 1873 in den Kaukasus, nach Baku. Eigentlich sollte er Walnussholz für die Gewehrproduktion kaufen, erkannte aber die Chancen des sich anbahnenden Petroleum-Booms. Die Brüder sicherten sich vom russischen Staat Forschungs- und Ausbeutungsrechte für Naphtha in den Gebieten am Kaspischen Meer. Gemeinsam erschlossen sie ab 1876 mit günstigen Käufen, erfolgreichen Bohrungen und innovativen Raffinierungsanlagen die dortigen Ölquellen. 1877 setzten sie ihre Erfindung einer Pipeline zum ersten Mal in die Tat um und senkten damit drastisch die Kosten des Öltransports.
Ihre Firma, das am 15. Mai 1878 mit einem Kapital von 3 Millionen Rubeln gegründete Naftaproduktionsbolaget Bröderna Nobel (Branobel), konnte sich gegen die Konkurrenz behaupten, vor allem gegen den Pariser Zweig der aufstrebenden Unternehmerfamilie Rothschild und John D. Rockefeller. Es wurde zu einer der reichsten Ölfirmen der damaligen Zeit.

## Rückzug

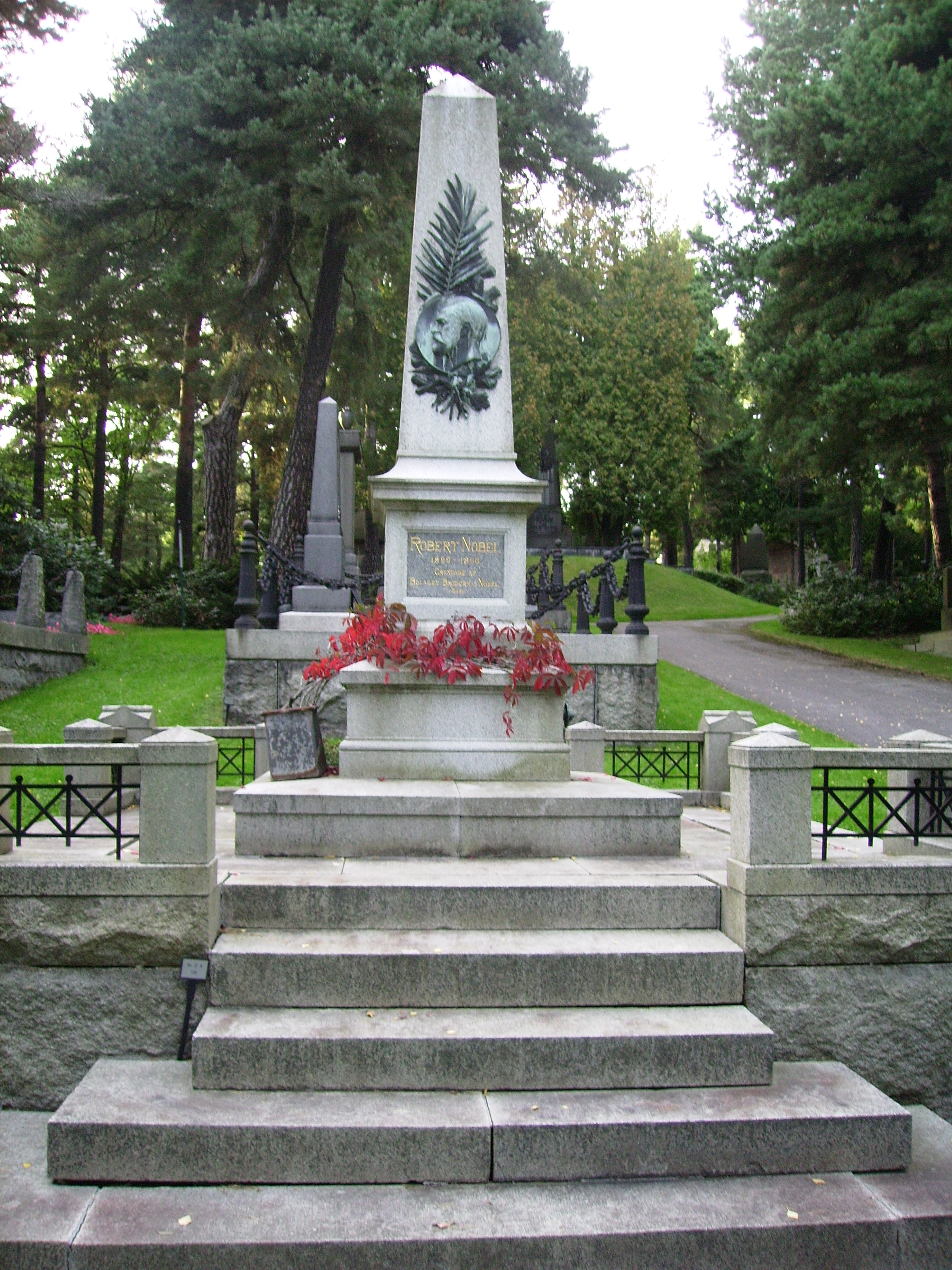
Grab von Robert Nobel

1881 zog sich Robert Nobel aus dem Geschäftsleben weitgehend zurück und ging, gesundheitlich angeschlagen, mit seiner Frau und den Kindern über die Schweiz nach Schweden. Er setzte sich in Getå bei Norrköping zur Ruhe, blieb aber weiterhin als Erfinder und Konstrukteur tätig.
Robert Nobel starb im August 1896 im Alter von 66 Jahren und wurde auf dem Norra begravningsplatsen im Solna beigesetzt.